# Vuelta a Gran Bretaña 2018
La 79.ª edición de la Vuelta a Gran Bretaña (oficialmente: OVO Energy Tour of Britain) se celebró entre el 2 y el 9 de septiembre de 2018 con inicio en Pembrey Country Park y final en Londres en Reino Unido. El recorrido constó de un total de 8 etapas sobre una distancia total de 1136,1 km.
La carrera hizo parte del circuito UCI Europe Tour 2018, dentro de la categoría 2.HC y fue ganada por el francés Julian Alaphilippe del Quick-Step Floors. El neerlandés Wout Poels del Sky terminó en la segunda posición y el esloveno Primož Roglič del LottoNL-Jumbo en la tercera, completando así el podio de la prueba.

## Equipos participantes
Tomaron parte en la carrera 20 equipos: 11 de categoría UCI WorldTeam; 3 de categoría Profesional Continental; 5 de categoría Continental y la selección nacional del Reino Unido. Formando así un pelotón de 120 ciclistas de los que acabaron 106. Los equipos participantes fueron:
| WorldTeams (11)- BMC Racing Team - Dimension Data - EF Education First-Drapac p/b Cannondale - Katusha-Alpecin - Lotto NL-Jumbo - Lotto Soudal - Mitchelton-Scott - Movistar Team - Quick-Step Floors - Sky - Team Sunweb Equipos continentales profesionales (3)- Bardiani CSF - Direct Énergie - Wanty-Groupe Gobert Equipos continentales (5)- Canyon Eisberg - JLT Condor - Madison Genesis - ONE Pro Cycling - Wiggins Equipo nacional- Gran Bretaña |
| |

## Recorrido
La Vuelta a Gran Bretaña dispuso de ocho etapas para un recorrido total de 1136,1 kilómetros, donde se contempla una Contrarreloj por equipos, dos etapas llanas para velocistas, y cinco etapas de media montaña.
| Etapa     | Fecha    | Recorrido                           | type                     | Distancia (km) | Ganador            | Líder              |
| --------- | -------- | ----------------------------------- | ------------------------ | -------------- | ------------------ | ------------------ |
| 1.ª etapa | 2 de sep | Pembrey Country Park – Newport      | etapa escarpada          | 174,8          | André Greipel      | André Greipel      |
| 2.ª etapa | 3 de sep | Cranbrook – Barnstaple              | etapa escarpada          | 174,9          | Cameron Meyer      | Alessandro Tonelli |
| 3.ª etapa | 4 de sep | Bristol – Bristol                   | etapa escarpada          | 128            | Julian Alaphilippe | Patrick Bevin      |
| 4.ª etapa | 5 de sep | Nuneaton – Royal Leamington Spa     | etapa escarpada          | 183,5          | André Greipel      | Patrick Bevin      |
| 5.ª etapa | 6 de sep | Cockermouth – Whinlatter            | contrarreloj por equipos | 14             | Lotto NL-Jumbo     | Primož Roglič      |
| 6.ª etapa | 7 de sep | Barrow-in-Furness – Whinlatter Pass | etapa de media montaña   | 168,3          | Wout Poels         | Julian Alaphilippe |
| 7.ª etapa | 8 de sep | West Bridgford – Mansfield          | etapa llana              | 215,6          | Ian Stannard       | Julian Alaphilippe |
| 8.ª etapa | 9 de sep | Londres – Londres                   | etapa llana              | 77             | Caleb Ewan         | Julian Alaphilippe |

## Desarrollo de la carrera

### 1.ª etapa
| Pembrey Country Park - Newport | etapa escarpada | (174,8 km) |

| \| Clasificación de la etapa \| Clasificación de la etapa \| Clasificación de la etapa \| Clasificación de la etapa \| Clasificación de la etapa \| \| Ciclista \| Ciclista \| Equipo \| Tiempo \| \| \| ------------------------- \| ------------------------- \| ------------------------- \| ------------------------- \| ------------------------- \| \| 1.º \| André Greipel \| Lotto-Soudal \| 4 h 00 min 54 s \| \| \| 2.º \| Caleb Ewan \| Mitchelton-Scott \| + 0 s \| \| \| 3.º \| Fernando Gaviria \| Quick-Step Floors \| + 0 s \| \| \| 4.º \| Gabriel Cullaigh \| Team Wiggins \| + 0 s \| \| \| 5.º \| Jürgen Roelandts \| BMC Racing Team \| + 0 s \| \| \| 6.º \| Andrea Pasqualon \| Wanty-Groupe Gobert \| + 0 s \| \| \| 7.º \| Ethan Hayter \| Gran Bretaña \| + 0 s \| \| \| 8.º \| Paolo Simion \| Bardiani CSF \| + 0 s \| \| \| 9.º \| Vincenzo Albanese \| Bardiani CSF \| + 0 s \| \| \| 10.º \| Wout Poels \| Team Sky \| + 0 s \| \| |                   |                     |                 |
| |                   |                     |                 |
| Fuente: ProCyclingStats |                   |                     |                 |
| Clasificación de la etapa |                   |                     |                 |
| Ciclista | Ciclista          | Equipo              | Tiempo          |
| 1.º | André Greipel     | Lotto-Soudal        | 4 h 00 min 54 s |
| 2.º | Caleb Ewan        | Mitchelton-Scott    | + 0 s           |
| 3.º | Fernando Gaviria  | Quick-Step Floors   | + 0 s           |
| 4.º | Gabriel Cullaigh  | Team Wiggins        | + 0 s           |
| 5.º | Jürgen Roelandts  | BMC Racing Team     | + 0 s           |
| 6.º | Andrea Pasqualon  | Wanty-Groupe Gobert | + 0 s           |
| 7.º | Ethan Hayter      | Gran Bretaña        | + 0 s           |
| 8.º | Paolo Simion      | Bardiani CSF        | + 0 s           |
| 9.º | Vincenzo Albanese | Bardiani CSF        | + 0 s           |
| 10.º | Wout Poels        | Team Sky            | + 0 s           |

| \| Clasificación general \| Clasificación general \| Clasificación general \| Clasificación general \| Clasificación general \| \| Ciclista \| Ciclista \| Equipo \| Tiempo \| \| \| --------------------- \| --------------------- \| --------------------- \| --------------------- \| --------------------- \| \| 1.º \| André Greipel \| Lotto-Soudal \| 4 h 00 min 44 s \| \| \| 2.º \| Caleb Ewan \| Mitchelton-Scott \| + 4 s \| \| \| 3.º \| Fernando Gaviria \| Quick-Step Floors \| + 6 s \| \| \| 4.º \| Gabriel Cullaigh \| Team Wiggins \| + 10 s \| \| \| 5.º \| Jürgen Roelandts \| BMC Racing Team \| + 10 s \| \| \| 6.º \| Andrea Pasqualon \| Wanty-Groupe Gobert \| + 10 s \| \| \| 7.º \| Ethan Hayter \| Gran Bretaña \| + 10 s \| \| \| 8.º \| Paolo Simion \| Bardiani CSF \| + 10 s \| \| \| 9.º \| Vincenzo Albanese \| Bardiani CSF \| + 10 s \| \| \| 10.º \| Wout Poels \| Team Sky \| + 10 s \| \| |                   |                     |                 |
| |                   |                     |                 |
| Fuente: ProCyclingStats |                   |                     |                 |
| Clasificación general |                   |                     |                 |
| Ciclista | Ciclista          | Equipo              | Tiempo          |
| 1.º | André Greipel     | Lotto-Soudal        | 4 h 00 min 44 s |
| 2.º | Caleb Ewan        | Mitchelton-Scott    | + 4 s           |
| 3.º | Fernando Gaviria  | Quick-Step Floors   | + 6 s           |
| 4.º | Gabriel Cullaigh  | Team Wiggins        | + 10 s          |
| 5.º | Jürgen Roelandts  | BMC Racing Team     | + 10 s          |
| 6.º | Andrea Pasqualon  | Wanty-Groupe Gobert | + 10 s          |
| 7.º | Ethan Hayter      | Gran Bretaña        | + 10 s          |
| 8.º | Paolo Simion      | Bardiani CSF        | + 10 s          |
| 9.º | Vincenzo Albanese | Bardiani CSF        | + 10 s          |
| 10.º | Wout Poels        | Team Sky            | + 10 s          |

### 2.ª etapa
| Cranbrook - Barnstaple | etapa escarpada | (174,9 km) |

| \| Clasificación de la etapa \| Clasificación de la etapa \| Clasificación de la etapa \| Clasificación de la etapa \| Clasificación de la etapa \| \| Ciclista \| Ciclista \| Equipo \| Tiempo \| \| \| ------------------------- \| ------------------------- \| ------------------------- \| ------------------------- \| ------------------------- \| \| 1.º \| Cameron Meyer \| Mitchelton-Scott \| 4 h 14 min 46 s \| \| \| 2.º \| Alessandro Tonelli \| Bardiani CSF \| + 1 s \| \| \| 3.º \| Patrick Bevin \| BMC Racing Team \| + 2 s \| \| \| 4.º \| Julian Alaphilippe \| Quick-Step Floors \| + 2 s \| \| \| 5.º \| Jasha Sütterlin \| Movistar Team \| + 2 s \| \| \| 6.º \| Primož Roglič \| LottoNL-Jumbo \| + 2 s \| \| \| 7.º \| Wout Poels \| Team Sky \| + 2 s \| \| \| 8.º \| Chris Hamilton \| Team Sunweb \| + 2 s \| \| \| 9.º \| Bob Jungels \| Quick-Step Floors \| + 2 s \| \| \| 10.º \| Hugh Carthy \| EF Education First-Drapac \| + 9 s \| \| |                    |                           |                 |
| |                    |                           |                 |
| Fuente: ProCyclingStats |                    |                           |                 |
| Clasificación de la etapa |                    |                           |                 |
| Ciclista | Ciclista           | Equipo                    | Tiempo          |
| 1.º | Cameron Meyer      | Mitchelton-Scott          | 4 h 14 min 46 s |
| 2.º | Alessandro Tonelli | Bardiani CSF              | + 1 s           |
| 3.º | Patrick Bevin      | BMC Racing Team           | + 2 s           |
| 4.º | Julian Alaphilippe | Quick-Step Floors         | + 2 s           |
| 5.º | Jasha Sütterlin    | Movistar Team             | + 2 s           |
| 6.º | Primož Roglič      | LottoNL-Jumbo             | + 2 s           |
| 7.º | Wout Poels         | Team Sky                  | + 2 s           |
| 8.º | Chris Hamilton     | Team Sunweb               | + 2 s           |
| 9.º | Bob Jungels        | Quick-Step Floors         | + 2 s           |
| 10.º | Hugh Carthy        | EF Education First-Drapac | + 9 s           |

| \| Clasificación general \| Clasificación general \| Clasificación general \| Clasificación general \| Clasificación general \| \| Ciclista \| Ciclista \| Equipo \| Tiempo \| \| \| --------------------- \| --------------------- \| ------------------------- \| --------------------- \| --------------------- \| \| 1.º \| Alessandro Tonelli \| Bardiani CSF \| 8 h 15 min 30 s \| \| \| 2.º \| Cameron Meyer \| Mitchelton-Scott \| + 0 s \| \| \| 3.º \| Patrick Bevin \| BMC Racing Team \| + 8 s \| \| \| 4.º \| Wout Poels \| Team Sky \| + 12 s \| \| \| 5.º \| Jasha Sütterlin \| Movistar Team \| + 12 s \| \| \| 6.º \| Chris Hamilton \| Team Sunweb \| + 12 s \| \| \| 7.º \| Julian Alaphilippe \| Quick-Step Floors \| + 12 s \| \| \| 8.º \| Bob Jungels \| Quick-Step Floors \| + 12 s \| \| \| 9.º \| Primož Roglič \| LottoNL-Jumbo \| + 12 s \| \| \| 10.º \| Hugh Carthy \| EF Education First-Drapac \| + 19 s \| \| |                    |                           |                 |
| |                    |                           |                 |
| Fuente: ProCyclingStats |                    |                           |                 |
| Clasificación general |                    |                           |                 |
| Ciclista | Ciclista           | Equipo                    | Tiempo          |
| 1.º | Alessandro Tonelli | Bardiani CSF              | 8 h 15 min 30 s |
| 2.º | Cameron Meyer      | Mitchelton-Scott          | + 0 s           |
| 3.º | Patrick Bevin      | BMC Racing Team           | + 8 s           |
| 4.º | Wout Poels         | Team Sky                  | + 12 s          |
| 5.º | Jasha Sütterlin    | Movistar Team             | + 12 s          |
| 6.º | Chris Hamilton     | Team Sunweb               | + 12 s          |
| 7.º | Julian Alaphilippe | Quick-Step Floors         | + 12 s          |
| 8.º | Bob Jungels        | Quick-Step Floors         | + 12 s          |
| 9.º | Primož Roglič      | LottoNL-Jumbo             | + 12 s          |
| 10.º | Hugh Carthy        | EF Education First-Drapac | + 19 s          |

### 3.ª etapa
| Bristol - Bristol | etapa escarpada | (128 km) |

| \| Clasificación de la etapa \| Clasificación de la etapa \| Clasificación de la etapa \| Clasificación de la etapa \| Clasificación de la etapa \| \| Ciclista \| Ciclista \| Equipo \| Tiempo \| \| \| ------------------------- \| ------------------------- \| ------------------------- \| ------------------------- \| ------------------------- \| \| 1.º \| Julian Alaphilippe \| Quick-Step Floors \| 2 h 47 min 41 s \| \| \| 2.º \| Patrick Bevin \| BMC Racing Team \| + 0 s \| \| \| 3.º \| Emīls Liepiņš \| ONE Pro Cycling \| + 0 s \| \| \| 4.º \| Ethan Hayter \| Gran Bretaña \| + 0 s \| \| \| 5.º \| Jasper De Buyst \| Lotto-Soudal \| + 0 s \| \| \| 6.º \| Connor Swift \| Dimension Data \| + 0 s \| \| \| 7.º \| Mads Würtz \| Katusha-Alpecin \| + 0 s \| \| \| 8.º \| Jasha Sütterlin \| Movistar Team \| + 0 s \| \| \| 9.º \| Dion Smith \| Wanty-Groupe Gobert \| + 0 s \| \| \| 10.º \| Xandro Meurisse \| Wanty-Groupe Gobert \| + 0 s \| \| |                    |                     |                 |
| |                    |                     |                 |
| Fuente: ProCyclingStats |                    |                     |                 |
| Clasificación de la etapa |                    |                     |                 |
| Ciclista | Ciclista           | Equipo              | Tiempo          |
| 1.º | Julian Alaphilippe | Quick-Step Floors   | 2 h 47 min 41 s |
| 2.º | Patrick Bevin      | BMC Racing Team     | + 0 s           |
| 3.º | Emīls Liepiņš      | ONE Pro Cycling     | + 0 s           |
| 4.º | Ethan Hayter       | Gran Bretaña        | + 0 s           |
| 5.º | Jasper De Buyst    | Lotto-Soudal        | + 0 s           |
| 6.º | Connor Swift       | Dimension Data      | + 0 s           |
| 7.º | Mads Würtz         | Katusha-Alpecin     | + 0 s           |
| 8.º | Jasha Sütterlin    | Movistar Team       | + 0 s           |
| 9.º | Dion Smith         | Wanty-Groupe Gobert | + 0 s           |
| 10.º | Xandro Meurisse    | Wanty-Groupe Gobert | + 0 s           |

| \| Clasificación general \| Clasificación general \| Clasificación general \| Clasificación general \| Clasificación general \| \| Ciclista \| Ciclista \| Equipo \| Tiempo \| \| \| --------------------- \| --------------------- \| ------------------------- \| --------------------- \| --------------------- \| \| 1.º \| Patrick Bevin \| BMC Racing Team \| 11 h 03 min 11 s \| \| \| 2.º \| Cameron Meyer \| Mitchelton-Scott \| + 0 s \| \| \| 3.º \| Julian Alaphilippe \| Quick-Step Floors \| + 2 s \| \| \| 4.º \| Jasha Sütterlin \| Movistar Team \| + 12 s \| \| \| 5.º \| Wout Poels \| Team Sky \| + 12 s \| \| \| 6.º \| Chris Hamilton \| Team Sunweb \| + 12 s \| \| \| 7.º \| Bob Jungels \| Quick-Step Floors \| + 12 s \| \| \| 8.º \| Primož Roglič \| LottoNL-Jumbo \| + 12 s \| \| \| 9.º \| Hugh Carthy \| EF Education First-Drapac \| + 19 s \| \| \| 10.º \| Scott Davies \| Dimension Data \| + 22 s \| \| |                    |                           |                  |
| |                    |                           |                  |
| Fuente: ProCyclingStats |                    |                           |                  |
| Clasificación general |                    |                           |                  |
| Ciclista | Ciclista           | Equipo                    | Tiempo           |
| 1.º | Patrick Bevin      | BMC Racing Team           | 11 h 03 min 11 s |
| 2.º | Cameron Meyer      | Mitchelton-Scott          | + 0 s            |
| 3.º | Julian Alaphilippe | Quick-Step Floors         | + 2 s            |
| 4.º | Jasha Sütterlin    | Movistar Team             | + 12 s           |
| 5.º | Wout Poels         | Team Sky                  | + 12 s           |
| 6.º | Chris Hamilton     | Team Sunweb               | + 12 s           |
| 7.º | Bob Jungels        | Quick-Step Floors         | + 12 s           |
| 8.º | Primož Roglič      | LottoNL-Jumbo             | + 12 s           |
| 9.º | Hugh Carthy        | EF Education First-Drapac | + 19 s           |
| 10.º | Scott Davies       | Dimension Data            | + 22 s           |

### 4.ª etapa
| Nuneaton - Royal Leamington Spa | etapa escarpada | (183,5 km) |

| \| Clasificación de la etapa \| Clasificación de la etapa \| Clasificación de la etapa \| Clasificación de la etapa \| Clasificación de la etapa \| \| Ciclista \| Ciclista \| Equipo \| Tiempo \| \| \| ------------------------- \| ------------------------- \| ------------------------- \| ------------------------- \| ------------------------- \| \| 1.º \| André Greipel \| Lotto-Soudal \| 4 h 22 min 04 s \| \| \| 2.º \| Sacha Modolo \| EF Education First-Drapac \| + 0 s \| \| \| 3.º \| Patrick Bevin \| BMC Racing Team \| + 0 s \| \| \| 4.º \| Rick Zabel \| Katusha-Alpecin \| + 0 s \| \| \| 5.º \| Carlos Barbero \| Movistar Team \| + 0 s \| \| \| 6.º \| Emīls Liepiņš \| ONE Pro Cycling \| + 0 s \| \| \| 7.º \| Romain Cardis \| Direct Énergie \| + 0 s \| \| \| 8.º \| Daniel McLay \| EF Education First-Drapac \| + 0 s \| \| \| 9.º \| Andrew Tennant \| Canyon Eisberg \| + 0 s \| \| \| 10.º \| Gabriel Cullaigh \| Team Wiggins \| + 0 s \| \| |                  |                           |                 |
| |                  |                           |                 |
| Fuente: ProCyclingStats |                  |                           |                 |
| Clasificación de la etapa |                  |                           |                 |
| Ciclista | Ciclista         | Equipo                    | Tiempo          |
| 1.º | André Greipel    | Lotto-Soudal              | 4 h 22 min 04 s |
| 2.º | Sacha Modolo     | EF Education First-Drapac | + 0 s           |
| 3.º | Patrick Bevin    | BMC Racing Team           | + 0 s           |
| 4.º | Rick Zabel       | Katusha-Alpecin           | + 0 s           |
| 5.º | Carlos Barbero   | Movistar Team             | + 0 s           |
| 6.º | Emīls Liepiņš    | ONE Pro Cycling           | + 0 s           |
| 7.º | Romain Cardis    | Direct Énergie            | + 0 s           |
| 8.º | Daniel McLay     | EF Education First-Drapac | + 0 s           |
| 9.º | Andrew Tennant   | Canyon Eisberg            | + 0 s           |
| 10.º | Gabriel Cullaigh | Team Wiggins              | + 0 s           |

| \| Clasificación general \| Clasificación general \| Clasificación general \| Clasificación general \| Clasificación general \| \| Ciclista \| Ciclista \| Equipo \| Tiempo \| \| \| --------------------- \| --------------------- \| ------------------------- \| --------------------- \| --------------------- \| \| 1.º \| Patrick Bevin \| BMC Racing Team \| 15 h 25 min 11 s \| \| \| 2.º \| Cameron Meyer \| Mitchelton-Scott \| + 4 s \| \| \| 3.º \| Julian Alaphilippe \| Quick-Step Floors \| + 6 s \| \| \| 4.º \| Jasha Sütterlin \| Movistar Team \| + 16 s \| \| \| 5.º \| Wout Poels \| Team Sky \| + 16 s \| \| \| 6.º \| Chris Hamilton \| Team Sunweb \| + 16 s \| \| \| 7.º \| Bob Jungels \| Quick-Step Floors \| + 16 s \| \| \| 8.º \| Primož Roglič \| LottoNL-Jumbo \| + 16 s \| \| \| 9.º \| Hugh Carthy \| EF Education First-Drapac \| + 23 s \| \| \| 10.º \| Scott Davies \| Dimension Data \| + 26 s \| \| |                    |                           |                  |
| |                    |                           |                  |
| Fuente: ProCyclingStats |                    |                           |                  |
| Clasificación general |                    |                           |                  |
| Ciclista | Ciclista           | Equipo                    | Tiempo           |
| 1.º | Patrick Bevin      | BMC Racing Team           | 15 h 25 min 11 s |
| 2.º | Cameron Meyer      | Mitchelton-Scott          | + 4 s            |
| 3.º | Julian Alaphilippe | Quick-Step Floors         | + 6 s            |
| 4.º | Jasha Sütterlin    | Movistar Team             | + 16 s           |
| 5.º | Wout Poels         | Team Sky                  | + 16 s           |
| 6.º | Chris Hamilton     | Team Sunweb               | + 16 s           |
| 7.º | Bob Jungels        | Quick-Step Floors         | + 16 s           |
| 8.º | Primož Roglič      | LottoNL-Jumbo             | + 16 s           |
| 9.º | Hugh Carthy        | EF Education First-Drapac | + 23 s           |
| 10.º | Scott Davies       | Dimension Data            | + 26 s           |

### 5.ª etapa
| Cockermouth - Whinlatter | contrarreloj por equipos | (14 km) |

| \| Clasificación de la etapa \| Clasificación de la etapa \| Clasificación de la etapa \| Clasificación de la etapa \| Clasificación de la etapa \| Clasificación de la etapa \| \| Equipo \| Equipo \| Tiempo \| Diferencia \| Promedio \| \| \| ------------------------- \| ------------------------- \| ------------------------- \| ------------------------- \| ------------------------- \| ------------------------- \| \| 1.º \| Lotto NL-Jumbo \| 19 min 37 s \| 0 s \| 42.821 km/h \| \| \| 2.º \| Quick-Step Floors \| 19 min 53 s \| + 16 s \| 42.246 km/h \| \| \| 3.º \| Katusha-Alpecin \| 19 min 57 s \| + 20 s \| 42.105 km/h \| \| \| 4.º \| Sky \| 20 min 03 s \| + 26 s \| 41.895 km/h \| \| \| 5.º \| Movistar Team \| 20 min 13 s \| + 36 s \| 41.550 km/h \| \| \| 6.º \| BMC Racing Team \| 20 min 17 s \| + 40 s \| 41.413 km/h \| \| \| 7.º \| Mitchelton-Scott \| 20 min 31 s \| + 54 s \| 40.942 km/h \| \| \| 8.º \| Team Sunweb \| 20 min 43 s \| + 1 min 06 s \| 40.547 km/h \| \| \| 9.º \| Direct Énergie \| 20 min 47 s \| + 1 min 10 s \| 40.417 km/h \| \| \| 10.º \| Gran Bretaña \| 20 min 55 s \| + 1 min 18 s \| 40.159 km/h \| \| |                   |             |              |             |
| |                   |             |              |             |
| Fuente: ProCyclingStats |                   |             |              |             |
| Clasificación de la etapa |                   |             |              |             |
| Equipo | Equipo            | Tiempo      | Diferencia   | Promedio    |
| 1.º | Lotto NL-Jumbo    | 19 min 37 s | 0 s          | 42.821 km/h |
| 2.º | Quick-Step Floors | 19 min 53 s | + 16 s       | 42.246 km/h |
| 3.º | Katusha-Alpecin   | 19 min 57 s | + 20 s       | 42.105 km/h |
| 4.º | Sky               | 20 min 03 s | + 26 s       | 41.895 km/h |
| 5.º | Movistar Team     | 20 min 13 s | + 36 s       | 41.550 km/h |
| 6.º | BMC Racing Team   | 20 min 17 s | + 40 s       | 41.413 km/h |
| 7.º | Mitchelton-Scott  | 20 min 31 s | + 54 s       | 40.942 km/h |
| 8.º | Team Sunweb       | 20 min 43 s | + 1 min 06 s | 40.547 km/h |
| 9.º | Direct Énergie    | 20 min 47 s | + 1 min 10 s | 40.417 km/h |
| 10.º | Gran Bretaña      | 20 min 55 s | + 1 min 18 s | 40.159 km/h |

| \| Clasificación general \| Clasificación general \| Clasificación general \| Clasificación general \| Clasificación general \| \| Ciclista \| Ciclista \| Equipo \| Tiempo \| \| \| --------------------- \| --------------------- \| --------------------- \| --------------------- \| --------------------- \| \| 1.º \| Primož Roglič \| LottoNL-Jumbo \| 15 h 45 min 04 s \| \| \| 2.º \| Julian Alaphilippe \| Quick-Step Floors \| + 6 s \| \| \| 3.º \| Bob Jungels \| Quick-Step Floors \| + 16 s \| \| \| 4.º \| Patrick Bevin \| BMC Racing Team \| + 24 s \| \| \| 5.º \| Wout Poels \| Team Sky \| + 26 s \| \| \| 6.º \| Pascal Eenkhoorn \| LottoNL-Jumbo \| + 34 s \| \| \| 7.º \| Jasha Sütterlin \| Movistar Team \| + 36 s \| \| \| 8.º \| Jos van Emden \| LottoNL-Jumbo \| + 37 s \| \| \| 9.º \| Neilson Powless \| LottoNL-Jumbo \| + 37 s \| \| \| 10.º \| Cameron Meyer \| Mitchelton-Scott \| + 42 s \| \| |                    |                   |                  |
| |                    |                   |                  |
| Fuente: ProCyclingStats |                    |                   |                  |
| Clasificación general |                    |                   |                  |
| Ciclista | Ciclista           | Equipo            | Tiempo           |
| 1.º | Primož Roglič      | LottoNL-Jumbo     | 15 h 45 min 04 s |
| 2.º | Julian Alaphilippe | Quick-Step Floors | + 6 s            |
| 3.º | Bob Jungels        | Quick-Step Floors | + 16 s           |
| 4.º | Patrick Bevin      | BMC Racing Team   | + 24 s           |
| 5.º | Wout Poels         | Team Sky          | + 26 s           |
| 6.º | Pascal Eenkhoorn   | LottoNL-Jumbo     | + 34 s           |
| 7.º | Jasha Sütterlin    | Movistar Team     | + 36 s           |
| 8.º | Jos van Emden      | LottoNL-Jumbo     | + 37 s           |
| 9.º | Neilson Powless    | LottoNL-Jumbo     | + 37 s           |
| 10.º | Cameron Meyer      | Mitchelton-Scott  | + 42 s           |

### 6.ª etapa
| Barrow-in-Furness - Whinlatter Pass | etapa de media montaña | (168,3 km) |

| \| Clasificación de la etapa \| Clasificación de la etapa \| Clasificación de la etapa \| Clasificación de la etapa \| Clasificación de la etapa \| \| Ciclista \| Ciclista \| Equipo \| Tiempo \| \| \| ------------------------- \| ------------------------- \| ------------------------- \| ------------------------- \| ------------------------- \| \| 1.º \| Wout Poels \| Team Sky \| 4 h 01 min 51 s \| \| \| 2.º \| Julian Alaphilippe \| Quick-Step Floors \| + 2 s \| \| \| 3.º \| Hugh Carthy \| EF Education First-Drapac \| + 12 s \| \| \| 4.º \| Jonathan Hivert \| Direct Énergie \| + 21 s \| \| \| 5.º \| Patrick Bevin \| BMC Racing Team \| + 21 s \| \| \| 6.º \| Thomas Pidcock \| Team Wiggins \| + 21 s \| \| \| 7.º \| Xandro Meurisse \| Wanty-Groupe Gobert \| + 21 s \| \| \| 8.º \| Dion Smith \| Wanty-Groupe Gobert \| + 21 s \| \| \| 9.º \| Max Stedman \| Canyon Eisberg \| + 21 s \| \| \| 10.º \| Jasha Sütterlin \| Movistar Team \| + 21 s \| \| |                    |                           |                 |
| |                    |                           |                 |
| Fuente: ProCyclingStats |                    |                           |                 |
| Clasificación de la etapa |                    |                           |                 |
| Ciclista | Ciclista           | Equipo                    | Tiempo          |
| 1.º | Wout Poels         | Team Sky                  | 4 h 01 min 51 s |
| 2.º | Julian Alaphilippe | Quick-Step Floors         | + 2 s           |
| 3.º | Hugh Carthy        | EF Education First-Drapac | + 12 s          |
| 4.º | Jonathan Hivert    | Direct Énergie            | + 21 s          |
| 5.º | Patrick Bevin      | BMC Racing Team           | + 21 s          |
| 6.º | Thomas Pidcock     | Team Wiggins              | + 21 s          |
| 7.º | Xandro Meurisse    | Wanty-Groupe Gobert       | + 21 s          |
| 8.º | Dion Smith         | Wanty-Groupe Gobert       | + 21 s          |
| 9.º | Max Stedman        | Canyon Eisberg            | + 21 s          |
| 10.º | Jasha Sütterlin    | Movistar Team             | + 21 s          |

| \| Clasificación general \| Clasificación general \| Clasificación general \| Clasificación general \| Clasificación general \| \| Ciclista \| Ciclista \| Equipo \| Tiempo \| \| \| --------------------- \| --------------------- \| --------------------- \| --------------------- \| --------------------- \| \| 1.º \| Julian Alaphilippe \| Quick-Step Floors \| 19 h 46 min 54 s \| \| \| 2.º \| Wout Poels \| Team Sky \| + 17 s \| \| \| 3.º \| Primož Roglič \| LottoNL-Jumbo \| + 32 s \| \| \| 4.º \| Patrick Bevin \| BMC Racing Team \| + 46 s \| \| \| 5.º \| Bob Jungels \| Quick-Step Floors \| + 51 s \| \| \| 6.º \| Jasha Sütterlin \| Movistar Team \| + 58 s \| \| \| 7.º \| Neilson Powless \| LottoNL-Jumbo \| + 1 min 09 s \| \| \| 8.º \| Dmitri Strajov \| Katusha-Alpecin \| + 1 min 24 s \| \| \| 9.º \| Chris Hamilton \| Team Sunweb \| + 1 min 28 s \| \| \| 10.º \| Pascal Eenkhoorn \| LottoNL-Jumbo \| + 1 min 35 s \| \| |                    |                   |                  |
| |                    |                   |                  |
| Fuente: ProCyclingStats |                    |                   |                  |
| Clasificación general |                    |                   |                  |
| Ciclista | Ciclista           | Equipo            | Tiempo           |
| 1.º | Julian Alaphilippe | Quick-Step Floors | 19 h 46 min 54 s |
| 2.º | Wout Poels         | Team Sky          | + 17 s           |
| 3.º | Primož Roglič      | LottoNL-Jumbo     | + 32 s           |
| 4.º | Patrick Bevin      | BMC Racing Team   | + 46 s           |
| 5.º | Bob Jungels        | Quick-Step Floors | + 51 s           |
| 6.º | Jasha Sütterlin    | Movistar Team     | + 58 s           |
| 7.º | Neilson Powless    | LottoNL-Jumbo     | + 1 min 09 s     |
| 8.º | Dmitri Strajov     | Katusha-Alpecin   | + 1 min 24 s     |
| 9.º | Chris Hamilton     | Team Sunweb       | + 1 min 28 s     |
| 10.º | Pascal Eenkhoorn   | LottoNL-Jumbo     | + 1 min 35 s     |

### 7.ª etapa
| West Bridgford - Mansfield | etapa llana | (215,6 km) |

| \| Clasificación de la etapa \| Clasificación de la etapa \| Clasificación de la etapa \| Clasificación de la etapa \| Clasificación de la etapa \| \| Ciclista \| Ciclista \| Equipo \| Tiempo \| \| \| ------------------------- \| ------------------------- \| ------------------------- \| ------------------------- \| ------------------------- \| \| 1.º \| Ian Stannard \| Team Sky \| 4 h 56 min 27 s \| \| \| 2.º \| Nils Politt \| Katusha-Alpecin \| + 59 s \| \| \| 3.º \| Giovanni Carboni \| Bardiani CSF \| + 3 min 09 s \| \| \| 4.º \| Mark McNally \| Wanty-Groupe Gobert \| + 3 min 54 s \| \| \| 5.º \| Emīls Liepiņš \| ONE Pro Cycling \| + 4 min 04 s \| \| \| 6.º \| Patrick Bevin \| BMC Racing Team \| + 4 min 04 s \| \| \| 7.º \| Ethan Hayter \| Gran Bretaña \| + 4 min 04 s \| \| \| 8.º \| Paolo Simion \| Bardiani CSF \| + 4 min 04 s \| \| \| 9.º \| Andrew Tennant \| Canyon Eisberg \| + 4 min 04 s \| \| \| 10.º \| Nils Eekhoff \| Team Sunweb \| + 4 min 04 s \| \| |                  |                     |                 |
| |                  |                     |                 |
| Fuente: ProCyclingStats |                  |                     |                 |
| Clasificación de la etapa |                  |                     |                 |
| Ciclista | Ciclista         | Equipo              | Tiempo          |
| 1.º | Ian Stannard     | Team Sky            | 4 h 56 min 27 s |
| 2.º | Nils Politt      | Katusha-Alpecin     | + 59 s          |
| 3.º | Giovanni Carboni | Bardiani CSF        | + 3 min 09 s    |
| 4.º | Mark McNally     | Wanty-Groupe Gobert | + 3 min 54 s    |
| 5.º | Emīls Liepiņš    | ONE Pro Cycling     | + 4 min 04 s    |
| 6.º | Patrick Bevin    | BMC Racing Team     | + 4 min 04 s    |
| 7.º | Ethan Hayter     | Gran Bretaña        | + 4 min 04 s    |
| 8.º | Paolo Simion     | Bardiani CSF        | + 4 min 04 s    |
| 9.º | Andrew Tennant   | Canyon Eisberg      | + 4 min 04 s    |
| 10.º | Nils Eekhoff     | Team Sunweb         | + 4 min 04 s    |

| \| Clasificación general \| Clasificación general \| Clasificación general \| Clasificación general \| Clasificación general \| \| Ciclista \| Ciclista \| Equipo \| Tiempo \| \| \| --------------------- \| --------------------- \| --------------------- \| --------------------- \| --------------------- \| \| 1.º \| Julian Alaphilippe \| Quick-Step Floors \| 24 h 47 min 25 s \| \| \| 2.º \| Wout Poels \| Team Sky \| + 17 s \| \| \| 3.º \| Primož Roglič \| LottoNL-Jumbo \| + 33 s \| \| \| 4.º \| Patrick Bevin \| BMC Racing Team \| + 46 s \| \| \| 5.º \| Bob Jungels \| Quick-Step Floors \| + 51 s \| \| \| 6.º \| Jasha Sütterlin \| Movistar Team \| + 58 s \| \| \| 7.º \| Neilson Powless \| LottoNL-Jumbo \| + 1 min 10 s \| \| \| 8.º \| Dmitri Strajov \| Katusha-Alpecin \| + 1 min 24 s \| \| \| 9.º \| Chris Hamilton \| Team Sunweb \| + 1 min 28 s \| \| \| 10.º \| Pascal Eenkhoorn \| LottoNL-Jumbo \| + 1 min 35 s \| \| |                    |                   |                  |
| |                    |                   |                  |
| Fuente: ProCyclingStats |                    |                   |                  |
| Clasificación general |                    |                   |                  |
| Ciclista | Ciclista           | Equipo            | Tiempo           |
| 1.º | Julian Alaphilippe | Quick-Step Floors | 24 h 47 min 25 s |
| 2.º | Wout Poels         | Team Sky          | + 17 s           |
| 3.º | Primož Roglič      | LottoNL-Jumbo     | + 33 s           |
| 4.º | Patrick Bevin      | BMC Racing Team   | + 46 s           |
| 5.º | Bob Jungels        | Quick-Step Floors | + 51 s           |
| 6.º | Jasha Sütterlin    | Movistar Team     | + 58 s           |
| 7.º | Neilson Powless    | LottoNL-Jumbo     | + 1 min 10 s     |
| 8.º | Dmitri Strajov     | Katusha-Alpecin   | + 1 min 24 s     |
| 9.º | Chris Hamilton     | Team Sunweb       | + 1 min 28 s     |
| 10.º | Pascal Eenkhoorn   | LottoNL-Jumbo     | + 1 min 35 s     |

### 8.ª etapa
| Londres - Londres | etapa llana | (77 km) |

| \| Clasificación de la etapa \| Clasificación de la etapa \| Clasificación de la etapa \| Clasificación de la etapa \| Clasificación de la etapa \| \| Ciclista \| Ciclista \| Equipo \| Tiempo \| \| \| ------------------------- \| ------------------------- \| ------------------------- \| ------------------------- \| ------------------------- \| \| 1.º \| Caleb Ewan \| Mitchelton-Scott \| 1 h 38 min 33 s \| \| \| 2.º \| Fernando Gaviria \| Quick-Step Floors \| + 0 s \| \| \| 3.º \| André Greipel \| Lotto-Soudal \| + 0 s \| \| \| 4.º \| Andrea Pasqualon \| Wanty-Groupe Gobert \| + 0 s \| \| \| 5.º \| Ethan Hayter \| Gran Bretaña \| + 0 s \| \| \| 6.º \| Dion Smith \| Wanty-Groupe Gobert \| + 0 s \| \| \| 7.º \| Jean-Pierre Drucker \| BMC Racing Team \| + 0 s \| \| \| 8.º \| Nils Eekhoff \| Team Sunweb \| + 0 s \| \| \| 9.º \| Paolo Simion \| Bardiani CSF \| + 0 s \| \| \| 10.º \| Patrick Bevin \| BMC Racing Team \| + 0 s \| \| |                     |                     |                 |
| |                     |                     |                 |
| Fuente: ProCyclingStats |                     |                     |                 |
| Clasificación de la etapa |                     |                     |                 |
| Ciclista | Ciclista            | Equipo              | Tiempo          |
| 1.º | Caleb Ewan          | Mitchelton-Scott    | 1 h 38 min 33 s |
| 2.º | Fernando Gaviria    | Quick-Step Floors   | + 0 s           |
| 3.º | André Greipel       | Lotto-Soudal        | + 0 s           |
| 4.º | Andrea Pasqualon    | Wanty-Groupe Gobert | + 0 s           |
| 5.º | Ethan Hayter        | Gran Bretaña        | + 0 s           |
| 6.º | Dion Smith          | Wanty-Groupe Gobert | + 0 s           |
| 7.º | Jean-Pierre Drucker | BMC Racing Team     | + 0 s           |
| 8.º | Nils Eekhoff        | Team Sunweb         | + 0 s           |
| 9.º | Paolo Simion        | Bardiani CSF        | + 0 s           |
| 10.º | Patrick Bevin       | BMC Racing Team     | + 0 s           |

## Clasificaciones finales
Las clasificaciones finalizaron de la siguiente forma:

### Clasificación general
| \| Clasificación general \| Clasificación general \| Clasificación general \| Clasificación general \| Clasificación general \| \| Ciclista \| Ciclista \| Equipo \| Tiempo \| \| \| --------------------- \| --------------------- \| --------------------- \| --------------------- \| --------------------- \| \| 1.º \| Julian Alaphilippe \| Quick-Step Floors \| 26 h 25 min 58 s \| \| \| 2.º \| Wout Poels \| Team Sky \| + 17 s \| \| \| 3.º \| Primož Roglič \| LottoNL-Jumbo \| + 33 s \| \| \| 4.º \| Patrick Bevin \| BMC Racing Team \| + 42 s \| \| \| 5.º \| Bob Jungels \| Quick-Step Floors \| + 51 s \| \| \| 6.º \| Jasha Sütterlin \| Movistar Team \| + 58 s \| \| \| 7.º \| Neilson Powless \| LottoNL-Jumbo \| + 1 min 10 s \| \| \| 8.º \| Dmitri Strajov \| Katusha-Alpecin \| + 1 min 21 s \| \| \| 9.º \| Chris Hamilton \| Team Sunweb \| + 1 min 28 s \| \| \| 10.º \| Pascal Eenkhoorn \| LottoNL-Jumbo \| + 1 min 34 s \| \| |                    |                   |                  |
| |                    |                   |                  |
| Fuente: ProCyclingStats |                    |                   |                  |
| Clasificación general |                    |                   |                  |
| Ciclista | Ciclista           | Equipo            | Tiempo           |
| 1.º | Julian Alaphilippe | Quick-Step Floors | 26 h 25 min 58 s |
| 2.º | Wout Poels         | Team Sky          | + 17 s           |
| 3.º | Primož Roglič      | LottoNL-Jumbo     | + 33 s           |
| 4.º | Patrick Bevin      | BMC Racing Team   | + 42 s           |
| 5.º | Bob Jungels        | Quick-Step Floors | + 51 s           |
| 6.º | Jasha Sütterlin    | Movistar Team     | + 58 s           |
| 7.º | Neilson Powless    | LottoNL-Jumbo     | + 1 min 10 s     |
| 8.º | Dmitri Strajov     | Katusha-Alpecin   | + 1 min 21 s     |
| 9.º | Chris Hamilton     | Team Sunweb       | + 1 min 28 s     |
| 10.º | Pascal Eenkhoorn   | LottoNL-Jumbo     | + 1 min 34 s     |

### Clasificación por puntos
| Clasificación por puntos | Clasificación por puntos | Clasificación por puntos | Clasificación por puntos | Clasificación por puntos |
| Ciclista                 | Ciclista                 | Equipo                   | Puntos                   |                          |
| ------------------------ | ------------------------ | ------------------------ | ------------------------ | ------------------------ |
| 1.º                      | Patrick Bevin            | BMC Racing Team          | 67 pts                   |                          |
| 2.º                      | Ethan Hayter             | Gran Bretaña             | 46 pts                   |                          |
| 3.º                      | Julian Alaphilippe       | Quick-Step Floors        | 44 pts                   |                          |
| 4.º                      | André Greipel            | Lotto-Soudal             | 43 pts                   |                          |
| 5.º                      | Emīls Liepiņš            | ONE Pro Cycling          | 34 pts                   |                          |
| 6.º                      | Caleb Ewan               | Mitchelton-Scott         | 33 pts                   |                          |
| 7.º                      | Fernando Gaviria         | Quick-Step Floors        | 32 pts                   |                          |
| 8.º                      | Wout Poels               | Team Sky                 | 31 pts                   |                          |
| 9.º                      | Jasha Sütterlin          | Movistar Team            | 31 pts                   |                          |
| 10.º                     | Dion Smith               | Wanty-Groupe Gobert      | 28 pts                   |                          |

### Clasificación de la montaña
| Clasificación de la montaña | Clasificación de la montaña | Clasificación de la montaña | Clasificación de la montaña | Clasificación de la montaña |
| Ciclista                    | Ciclista                    | Equipo                      | Puntos                      |                             |
| --------------------------- | --------------------------- | --------------------------- | --------------------------- | --------------------------- |
| 1.º                         | Nicolas Dlamini             | Dimension Data              | 49 pts                      |                             |
| 2.º                         | Matthew Holmes              | Madison Genesis             | 43 pts                      |                             |
| 3.º                         | Connor Swift                | Dimension Data              | 39 pts                      |                             |
| 4.º                         | Tony Martin                 | Katusha-Alpecin             | 31 pts                      |                             |
| 5.º                         | James Shaw                  | Lotto-Soudal                | 30 pts                      |                             |
| 6.º                         | Scott Davies                | Dimension Data              | 27 pts                      |                             |
| 7.º                         | Vasil Kiryienka             | Team Sky                    | 24 pts                      |                             |
| 8.º                         | Julian Alaphilippe          | Quick-Step Floors           | 22 pts                      |                             |
| 9.º                         | Thomas Moses                | JLT Condor                  | 22 pts                      |                             |
| 10.º                        | Thomas Pidcock              | Team Wiggins                | 18 pts                      |                             |

### Clasificación de las metas volantes
| Clasificación de las metas volantes | Clasificación de las metas volantes | Clasificación de las metas volantes | Clasificación de las metas volantes | Clasificación de las metas volantes |
| Ciclista                            | Ciclista                            | Equipo                              | Puntos                              |                                     |
| ----------------------------------- | ----------------------------------- | ----------------------------------- | ----------------------------------- | ----------------------------------- |
| 1.º                                 | Alex Paton                          | Canyon Eisberg                      | 16 pts                              |                                     |
| 2.º                                 | Matthew Holmes                      | Madison Genesis                     | 12 pts                              |                                     |
| 3.º                                 | Matthew Bostock                     | Gran Bretaña                        | 7 pts                               |                                     |
| 4.º                                 | Thomas Moses                        | JLT Condor                          | 7 pts                               |                                     |
| 5.º                                 | Dmitri Strajov                      | Katusha-Alpecin                     | 6 pts                               |                                     |
| 6.º                                 | Patrick Bevin                       | BMC Racing Team                     | 6 pts                               |                                     |
| 7.º                                 | Connor Swift                        | Dimension Data                      | 5 pts                               |                                     |
| 8.º                                 | Vasil Kiryienka                     | Team Sky                            | 5 pts                               |                                     |
| 9.º                                 | Alessandro Tonelli                  | Bardiani CSF                        | 5 pts                               |                                     |
| 10.º                                | Pascal Eenkhoorn                    | LottoNL-Jumbo                       | 4 pts                               |                                     |

### Clasificación por equipos
| Clasificación por equipos | Clasificación por equipos | Clasificación por equipos | Clasificación por equipos |
| Equipo                    | Equipo                    | Tiempo                    |                           |
| ------------------------- | ------------------------- | ------------------------- | ------------------------- |
| 1.º                       | Lotto NL-Jumbo            | 78 h 42 min 01 s          |                           |
| 2.º                       | Movistar Team             | + 5 s                     |                           |
| 3.º                       | Quick-Step Floors         | + 4 min 10 s              |                           |
| 4.º                       | Katusha-Alpecin           | + 5 min 20 s              |                           |
| 5.º                       | BMC Racing Team           | + 5 min 36 s              |                           |
| 6.º                       | Sky                       | + 6 min 39 s              |                           |
| 7.º                       | Mitchelton-Scott          | + 7 min 23 s              |                           |
| 8.º                       | Wanty-Groupe Gobert       | + 9 min 45 s              |                           |
| 9.º                       | Dimension Data            | + 12 min 26 s             |                           |
| 10.º                      | Direct Énergie            | + 12 min 29 s             |                           |

## Evolución de las clasificaciones
| Etapa                   | Vencedor                | Clasificación general | Clasificación por puntos | Clasificación de la montaña | Clasificación de las metas volantes | Clasificación por equipos |
| ----------------------- | ----------------------- | --------------------- | ------------------------ | --------------------------- | ----------------------------------- | ------------------------- |
| 1.ª                     | André Greipel           | André Greipel         | André Greipel            | Nicolas Dlamini             | Matthew Bostock                     | Reino Unido               |
| 2.ª                     | Cameron Meyer           | Alessandro Tonelli    | Cameron Meyer            | Scott Davies                | Matthew Teggart                     | Quick-Step Floors         |
| 3.ª                     | Julian Alaphilippe      | Patrick Bevin         | Julian Alaphilippe       | Scott Davies                | Matthew Teggart                     | Movistar                  |
| 4.ª                     | André Greipel           | Patrick Bevin         | Patrick Bevin            | Nicolas Dlamini             | Matthew Holmes                      | Movistar                  |
| 5.ª                     | LottoNL-Jumbo           | Primož Roglič         | Patrick Bevin            | Nicolas Dlamini             | Matthew Holmes                      | LottoNL-Jumbo             |
| 6.ª                     | Wout Poels              | Julian Alaphilippe    | Patrick Bevin            | Nicolas Dlamini             | Matthew Holmes                      | LottoNL-Jumbo             |
| 7.ª                     | Ian Stannard            | Julian Alaphilippe    | Patrick Bevin            | Nicolas Dlamini             | Alex Paton                          | LottoNL-Jumbo             |
| 8.ª                     | Caleb Ewan              | Julian Alaphilippe    | Patrick Bevin            | Nicolas Dlamini             | Alex Paton                          | LottoNL-Jumbo             |
| Clasificaciones finales | Clasificaciones finales | Julian Alaphilippe    | Patrick Bevin            | Nicolas Dlamini             | Alex Paton                          | LottoNL-Jumbo             |

## UCI World Ranking
La Vuelta a Gran Bretaña otorga puntos para el UCI Europe Tour 2018 y el UCI World Ranking, este último para corredores de los equipos en las categorías UCI WorldTeam, Profesional Continental y Equipos Continentales. Las siguientes tablas muestran el baremo de puntuación y los 10 corredores que obtuvieron más puntos:
| Posición              | 1.º | 2.º | 3.º | 4.º | 5.º | 6.º | 7.º | 8.º | 9.º | 10.º | 11.º | 12.º | 13.º | 14.º | 15.º | 16.º-30.º | 31.º-40.º |
| Clasificación general | 200 | 150 | 125 | 100 | 85  | 70  | 60  | 50  | 40  | 35   | 30   | 25   | 20   | 15   | 10   | 5         | 3         |
| Por etapa             | 20  | 10  | 5   |     |     |     |     |     |     |      |      |      |      |      |      |           |           |
| Líder                 | 5   |     |     |     |     |     |     |     |     |      |      |      |      |      |      |           |           |

| Clasificación | Clasificación      | Clasificación     | Clasificación | Clasificación | Clasificación | Clasificación |
| Posición      | Ciclista           | Equipo            | General       | Etapa         | Líder         | Total         |
| ------------- | ------------------ | ----------------- | ------------- | ------------- | ------------- | ------------- |
| 1.º           | Julian Alaphilippe | Quick-Step Floors | 200           | 31,67         | 10            | 241,67        |
| 2.º           | Wout Poels         | Sky               | 150           | 20            | -             | 170           |
| 3.º           | Primož Roglič      | LottoNL-Jumbo     | 125           | 3,33          | 5             | 133,33        |
| 4.º           | Patrick Bevin      | BMC Racing        | 100           | 20            | 10            | 130           |
| 5.º           | Bob Jungels        | Quick-Step Floors | 85            | 1,67          | -             | 86,67         |
| 6.º           | Jasha Sütterlin    | Movistar          | 70            | -             | -             | 70            |
| 7.º           | Neilson Powless    | LottoNL-Jumbo     | 60            | 3,33          | -             | 63,33         |
| 8.º           | Dmitry Strakhov    | Katusha-Alpecin   | 50            | 0,83          | -             | 50,83         |
| 9.º           | Cameron Meyer      | Mitchelton-Scott  | 30            | 20            | -             | 50            |
| 10.º          | André Greipel      | Lotto Soudal      | -             | 45            | 5             | 50            |